# Skotsk engelska
Skotsk engelska, Scottish English eller Scottish Standard English är en dialektgrupp av engelska, som talas av skottar och andra med härkomst från Skottland.
Dialekten är påverkad av det keltiska språket skotsk gaeliska, och påminner om det västgermanska språket lågskotska (Scots).